# Marianna Nagy (jugadora d'handbol)
Marianna Nagy   (Csorna, 30 d'agost de 1957) és una ex-jugadora d'handbol hongaresa que va competir entre les dècades de 1970 i 1990.
El 1976 va prendre part en els Jocs Olímpics de Mont-real, on guanyà la medalla de bronze en la competició d'handbol. Quatre anys més tard, als Jocs de Moscou, fou quarta en la mateixa competició.
En el seu palmarès també destaquen tres medalles al Campionat del món d'handbol, de bronze el 1975 i 1978, i de plata el 1982. Durant la seva carrera esportiva jugà un total de 281 partits amb la selecció nacional, cosa que la converteix en la jugadora amb més partits internacionals jugats amb Hongria.
A nivell de clubs jugà al Csornai SE (1970-1976), TFSE (1976-1980), Vasas SC (1980-1986), Bayer 04 Leverkusen (1986-1988) i Hypo (1988-1991). Guanyà la lliga hongaresa de 1981, 1982, 1984 i 1985; la copa hongaresa de 1981, 1982, 1983 i 1985; la lliga austríaca de 1989, 1990 i 1991; la copa austríaca de 1990, 1991; i la Copa d'Europa de 1982, 1989 i 1990.